# حشره‌خوار کونگانا
 حشره‌خوار کونگانا (نام علمی: Sylvisorex konganensis) نام یک گونه از سرده حشره‌خوارهای جنگلی است.